# Lôi Hoành (Thủy hử)

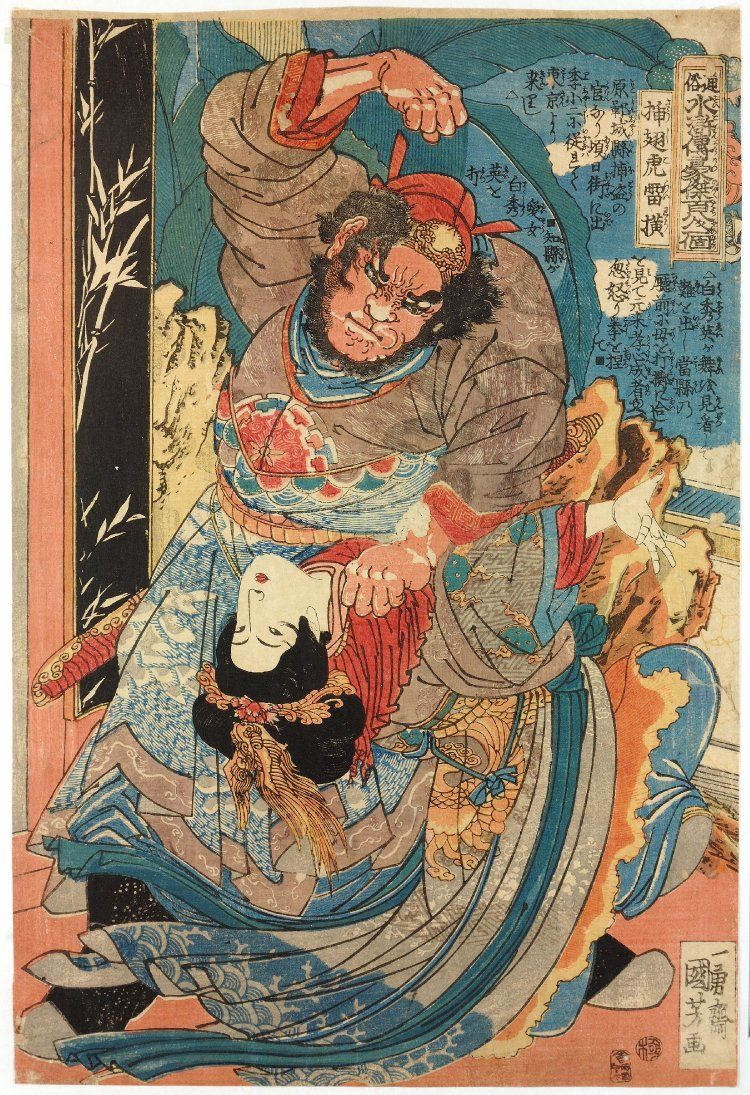
Hồi 50 - Sáp Sí Hổ giết Bạch Tú Anh

Lôi Hoành (chữ Hán : 雷横 ; bính âm : Léi Héng) là một nhân vật hư cấu trong tiểu thuyết Thủy hử. Ở Lương Sơn Bạc, Lôi Hoành là đầu lĩnh thứ 25, được sao Thiên Thoái Tinh (chữ Hán : 天退星 ; tiếng Anh : Defence Star) chiếu mệnh.

## Ngoại hình
Lôi Hoành thân vóc khoẻ mạnh, râu quai nón màu tía xoè ra như cái quạt. Ông với Chu Đồng được miêu tả giống như hai nhân vật Quan Vũ và Trương Phi.

## Tài năng
Lôi Hoành rất giỏi võ, thạo cả đánh trên ngựa lẫn đánh bộ. Ông có thói quen cầm đao mai phục trên cây rồi lao xuống ám sát nên giang hồ gọi ông là Sáp Sí Hổ (chữ Hán : 插翅虎 ; nghĩa Việt : Hổ mọc cánh).
Lôi Hoành là một trong số những tướng giỏi ở Lương Sơn Bạc. Ông giữ chức đầu lĩnh bộ quân ở nơi này.

## Thân thế
Lôi Hoành xuất thân là thợ rèn ở huyện Vận Thành. Vì khoẻ mạnh và giỏi võ nên ông được Chu Đồng và Tống Giang (tức Tống Công Minh) để ý và sắp xếp chiêu mộ. Khi làm việc dưới quyền Tống Giang, Lôi Hoành giữ chức đô đầu bộ quân. Ông vừa là đồng nghiệp vừa là anh em kết nghĩa thân thiết với Chu Đồng.

## Tiểu sử

### Bắt nhầmLưu Đường
Trong một lần đi tuần tra, Lôi Hoành bắt được Lưu Đường đang ngủ trong miếu Linh Quan vì nghi ngờ ông là đạo sĩ Công Tôn Thắng giả dạng hoặc là kẻ cướp trên Lương Sơn Bạc xuống lộng hành. Khi đó trời đã tối, ông bèn cùng Tống Giang giải Lưu Đường đến thôn Đông Khê tạm ngủ nhờ ở nhà Tiều Cái. Sáng hôm sau, Lôi Hoành ra ngoài định áp giải Lưu Đường về huyện Vận Thành thì ông ngạc nhiên khi thấy Tiều Cái quát mắng Lưu Đường, còn Lưu Đường thì cứ rập đầu xin tha lỗi. Tiều Cái giả bộ gọi Lưu Đường là cháu gọi mình bằng cậu và đặt cho cái tên giả là "Vương Tiểu Tam", Lôi Hoành tưởng là cháu Tiều Cái thật nên không bắt Lưu Đường nữa. Tiều Cái có đưa cho Lôi Hoành một ít bạc làm lộ phí, Lưu Đường biết được nên hậm hực chạy đến lấy cớ đòi lại tiền để đánh nhau với Lôi Hoành một trận cho hả giận. Ngô Dụng chạy đến can ngăn cả hai mà không được. Sau cùng Tiều Cái phải chạy đến ngăn Lưu Đường lại và suýt nữa trúng đao của "thằng cháu". Tiều Cái xin lỗi Lôi Hoành và làm bộ lôi "cháu" về răn dạy.

### Thả nhóm cướpsinh thần cương
Nghe tin Dương Chí áp tải sinh thần cương (quà chúc mừng sinh nhật thái sư đương triều Thái Kinh) của Lương Trung Thư (hay Lương Thế Kiệt - con rể của Thái Kinh), tám hảo hán Tiều Cái, Ngô Dụng, Công Tôn Thắng, Nguyễn Tiểu Nhị, Nguyễn Tiểu Ngũ, Nguyễn Tiểu Thất, Lưu Đường, Bạch Thắng lập mưu đánh cướp. Trong nhóm này có Bạch Thắng bị bắt lại khai chứng cứ, bảy hảo hán còn lại bị truy nã, Lôi Hoành và Chu Đồng theo đề nghị của Tống Giang khéo léo tuỳ cơ ứng biến giúp bọn họ chạy trốn.

### Giúp Tống Giang trốn án giết người
Sau khi giải cứu bảy hảo hán trên, Lôi Hoành cùng Tống Giang trở về huyện Vận Thành. Tống Giang giúp đỡ Diêm bà mai táng chồng, được Diêm bà gả cưới cô con gái tài sắc Diêm Bà Tích. Sau khi cưới, Tống Giang không đưa Diêm Bà Tích về nhà họ Tống mà mua một căn nhà ở Ô Long Viện để ở. Một hôm ở sòng bạc của Lôi Hoành có một người đánh bạc đánh cược rằng thông tin Diêm Bà Tích ngoại tình là đúng. Lôi Hoành thấy lạ nên đã mời người này về nhà tra hỏi, rồi báo lại tin cho Chu Đồng. Chu Đồng lại báo với Tống Giang, rồi hứa sẽ bắt bằng được tình nhân của Diêm Bà Tích.
Đến đêm, Chu Đồng và Lôi Hoành phục sẵn bên ngoài ngôi nhà Ô Long Viện, bắt được tên gian phu. Không ngờ tên này chính là Trương Văn Viễn - học trò của Tống Giang. Biết chuyện, Tống Giang khuyên Chu Đồng thả Trương Văn Viễn đi. Tống Giang định từ mặt vợ, không quay lại Ô Long Viện nữa, nhưng bất ngờ một buổi chiều Lưu Đường tìm đến gửi cho Tống Giang một bức thư tạ ơn và 100 lượng vàng vì đã cứu họ thoát khỏi vụ án sinh thần cương. Diêm bà lại mời Tống Giang đến nhà gặp Diêm Bà Tích. Tối hôm đó, Diêm Bà Tích phát hiện ra túi chiêu văn của Tống Giang có bức thư của Tiều Cái, bà bèn giấu đi. Tống Giang quên túi chiêu văn nên quay lại lấy thì không thấy đâu, Diêm Bà Tích nói rằng bà đã giấu và ra ba điều kiện phải làm thì mới trả lại : thứ nhất ông phải làm giấy li hôn để bà lấy chồng khác ; thứ hai không được đòi lại y phục và đồ nữ trang ông đã mua cho bà ; thứ ba ông phải giao hết 100 lượng vàng của Tiều Cái cho bà. Hai điều đầu thì Tống Giang làm được, nhưng điều cuối thì không được vì trước đó ông chỉ lấy một lượng vàng còn 99 lượng còn lại Lưu Đường đem về. Diêm Bà Tích không chịu, hăm doạ chồng rằng nếu không làm hết ba điều kiện sẽ tố ông lên công đường vì tội thông đồng với giặc Lương Sơn. 
Ông cũng giúp Tống Giang khỏi quan phủ truy bắt khi y giết ả Diêm Bà Tích.

### Bị cha conBạch Tú Anhhãm hại
Về sau ông bị quan huyện tư thông với con hát Bạch Tú Anh hãm hại, vì bảo vệ mẹ ông đã vác gông đánh chết ả ta, bi bắt giải đi. Chu Đồng đã đánh tháo cho ông thoát trốn lên Lương Sơn.
Sau này bộ đôi Chu Đồng và Lôi Hoành lập được nhiều công lao to lớn.

## Sau khi chiêu an và cái chết
Khi quân Lương Sơn chinh phạt Phương Lạp, ông bị tướng giặc là Tư Hành Phương giết chết.

## Trong Đãng Khấu Chí
Chu Đồng và Lôi Hoành được lệnh chấn thủ Diêm Sơn, gần cuối truyện mới mang đầu Cao Cầu từ Thương Châu về sơn trại.
Tại hồi 65, Công Tôn Thắng cùng Phàn Thụy, Chu Đồng và Lôi Hoành trấn giữ Tam quan. Trương Thúc Dạ lệnh cho Trần Hy Chân đấu phép với Công Tôn Thắng. Trần Tử Đạo lập đàn dùng Càn Nguyên kính bắt hồn Nhập Vân Long. Công Tôn Thắng thấy tinh thần hoảng loạn, bèn dùng phép nội quan của La Chân nhân định lại nguyên thần, sau lại đọc chú triệu hồi thần tướng, bảo vệ. Bỗng nhiên các thần tướng nói: "chúng ta phụng pháp chỉ đến đây bảo vệ người, nhưng Cửu Thiên Huyền Nữ trách chúng ta bỏ thuận giúp nghịch, đòi trị tội. Nay đanh phải bỏ thầy mà đi thôi". Công Tôn Thắng thất kinh đang muốn đọc thần chú thì bất giác thần hồn bay mất, Công Tôn Thắng lạnh cứng trên giường. Quân lính tam quan biết tin thì rối loạn. Quân triều đình tràn lên cửa quan. Chu, Lôi liều chết không lui. Chu Đồng bị Đặng Tông Bật và Thân Tòng Trung vây công, chống không nổi bị chém vào chân và bị bắt sống. Lôi Hoành không cự được với Trương Ứng Lôi và Đào Chấn Đình, bị bắt sống. Tam Quan đã vỡ, quân triều đình toàn thắng. Phạm Thành Long vào trướng trói Công Tôn Thắng lại. Phàn Thụy định dùng phép thì bị Hy Chân trấn định, rồi bắt sống.